# Tembo the Badass Elephant
Tembo the Badass Elephant è un videogioco a piattaforme sviluppato nel 2015 da Game Freak e pubblicato da SEGA per Microsoft Windows, PlayStation 4 e Xbox One.

## Trama
Il soldato-elefante Tembo ha l'obiettivo di salvare Shell City, minacciata dall'esercito di Phantom.

## Sviluppo
Ideato da James Turner, già collaboratore della Game Freak per Pokémon X e Y e HarmoKnight, il videogioco è ispirato a Yoshi's Island, Donkey Kong Country, Metal Slug e Final Fight. Il protagonista è basato su Dumbo e Rambo.